# لويس غارسيا كوندي
لويس غارسيا كوندي (بالإسبانية: Luis García Conde) (مواليد 24 أبريل 1979 في طليطلة - إسبانيا) لاعب كرة قدم إسباني يلعب حاليا لصالح نادي الدرجة الأولى تينيريفي الإسباني منذ 2008 في مركز حارس مرمى .

## روابط خارجية
- لويس غارسيا كوندي على موقع قاعدة بيانات كرة القدم.إي يو (الإنجليزية)
- لويس غارسيا كوندي على موقع Soccerway.com (الإنجليزية)
- لويس غارسيا كوندي على موقع كووورة
- لويس غارسيا كوندي على موقع AS.com (الإسبانية)